# Étrechet
Étrechet és un municipi francès, situat al departament de l'Indre i a la regió de Centre – Vall del Loira. L'any 2007 tenia 849 habitants.

## Demografia

### Població
El 2007 la població de fet d'Étrechet era de 849 persones. Hi havia 329 famílies, de les quals 65 eren unipersonals (16 homes vivint sols i 49 dones vivint soles), 126 parelles sense fills, 126 parelles amb fills i 12 famílies monoparentals amb fills.
La població ha evolucionat segons el següent gràfic:
Habitants censats

### Habitatges
El 2007 hi havia 365 habitatges, 337 eren l'habitatge principal de la família, 9 eren segones residències i 19 estaven desocupats. 357 eren cases i 5 eren apartaments. Dels 337 habitatges principals, 306 estaven ocupats pels seus propietaris, 23 estaven llogats i ocupats pels llogaters i 7 estaven cedits a títol gratuït; 2 tenien una cambra, 6 en tenien dues, 31 en tenien tres, 114 en tenien quatre i 184 en tenien cinc o més. 276 habitatges disposaven pel capbaix d'una plaça de pàrquing. A 120 habitatges hi havia un automòbil i a 192 n'hi havia dos o més.

### Piràmide de població
La piràmide de població per edats i sexe el 2009 era:
| Homes | Edats   | Dones |
| ----- | ------- | ----- |
| 0     | 95 o +  | 0     |
| 0     | 90 a 94 | 0     |
| 4     | 85 a 89 | 0     |
| 8     | 80 a 84 | 12    |
| 12    | 75 a 79 | 16    |
| 12    | 70 a 74 | 20    |
| 32    | 65 a 69 | 28    |
| 28    | 60 a 64 | 32    |
| 28    | 55 a 59 | 8     |
| 44    | 50 a 54 | 56    |
| 40    | 45 a 49 | 32    |
| 36    | 40 a 44 | 36    |
| 16    | 35 a 39 | 24    |
| 16    | 30 a 34 | 28    |
| 4     | 25 a 29 | 12    |
| 20    | 20 a 24 | 16    |
| 36    | 15 a 19 | 16    |
| 24    | 10 a 14 | 4     |
| 32    | 5 a 9   | 20    |
| 20    | 0 a 4   | 12    |

## Economia
El 2007 la població en edat de treballar era de 537 persones, 396 eren actives i 141 eren inactives. De les 396 persones actives 380 estaven ocupades (198 homes i 182 dones) i 16 estaven aturades (6 homes i 10 dones). De les 141 persones inactives 62 estaven jubilades, 39 estaven estudiant i 40 estaven classificades com a «altres inactius».

### Ingressos
El 2009 a Étrechet hi havia 349 unitats fiscals que integraven 883 persones, la mediana anual d'ingressos fiscals per persona era de 20.400 €.

### Activitats econòmiques
Dels 25 establiments que hi havia el 2007, 1 era d'una empresa alimentària, 3 d'empreses de construcció, 10 d'empreses de comerç i reparació d'automòbils, 2 d'empreses de transport, 1 d'una empresa d'hostatgeria i restauració, 2 d'empreses financeres i 6 d'entitats de l'administració pública.
Dels 5 establiments de servei als particulars que hi havia el 2009, 1 era una oficina de correu, 1 taller de reparació d'automòbils i de material agrícola, 2 paletes i 1 lampisteria.
Dels 4 establiments comercials que hi havia el 2009, 1 era una botiga de més de 120 m², 1 una botiga de menys de 120 m², 1 una llibreria i 1 una sabateria.
L'any 2000 a Étrechet hi havia 14 explotacions agrícoles que ocupaven un total de 1.400 hectàrees.

## Equipaments sanitaris i escolars
L'únic equipament sanitari que hi havia el 2009 era una farmàcia.
El 2009 hi havia una escola elemental.

## Poblacions més properes
El següent diagrama mostra les poblacions més properes.